# Battaglia di Van Tuong
Con la battaglia per la penisola di Van Tuong si suole in realtà indicare una serie di scontri che ebbero luogo il 18-19 agosto 1965 tra il Corpo dei marines e il 1º reggimento Viet cong nelle varie zone d'atterraggio situate attorno a Van Tuong e nella baia omonima, nell'ambito dell'Operazione Starlite.
In due giorni i Viet cong furono pesantemente sconfitti con attacchi simultanei da terra, dall'aria e dal mare grazie alla maggiore potenza di fuoco americana. 
Gli americani ebbero in totale poco più di quaranta morti, contro i 600 viet cong rimasti uccisi.
Ma furono i guerriglieri del Fronte a mettere a frutto la lezione appresa in quell'occasione. Essi infatti compresero che se volevano davvero vincere quella guerra non dovevano impegnarsi in scontri in campo aperto con l'esercito americano, ma attaccare i suoi convogli di rifornimenti e tendere imboscate lungo i sentieri, seguendo lo schema del "colpisci e ritirati".